# Смерть на Ниле (рассказ)
«Смерть на Ниле» (англ. Death on the Nile) — детективный рассказ английской писательницы Агаты Кристи, один из четырнадцати о персонаже Паркере Пайне. Впервые опубликован в 1933 году: сначала в апрельском выпуске американского журнала Cosmopolitan, а через несколько месяцев в июльском номере британского издания Pall Mall Magazine. В 1934 году вышел сборник «Расследует Паркер Пайн», где рассказ был помещён предпоследним — одиннадцатым. «Смерть на Ниле» является одним из нескольких произведений «королевы детектива» действие которого происходит на Востоке и, в частности, в Египте.
В 1933 году вместе со вторым мужем Максом Маллованом и дочерью от первого брака Розалиндой, Кристи второй раз побывала в Египте, где до этого была в 1910 году с матерью Кларой. Во время второго путешествия Агата плыла на пароходе по Нилу. Тогда ей и Розалинде особенно запомнился властный, мелочный характер одной из пассажирок. Поведение этой несносной женщины нашло отражение в черновиках и нескольких произведениях: детективах «Свидание со смертью» и «Смерть на Ниле», а также основанной на последнем из этих романов пьесе «Убийство на Ниле».
По сюжету рассказа на пароходе происходит отравление леди Грейл, которая используя своё богатство, вела себя эгоцентрично по отношению к окружающим. В дело вмешивается отдыхающий на корабле Паркер Пайн, который хитростью получает признание убийцы, чем спасает от обвинения мужа жертвы, на которого брошено подозрение. В этом рассказе, как и в целом во второй части сборника 1934 года, Пайн близок к образу Эркюля Пуаро, с его интересом к мельчайшим деталям и не брезгующего введением в заблуждение преступника, с целью вынудить его сознаться. Сюжетная схема и роль персонажей в «Смерти на Ниле» имеет много общего с ранним рассказом Кристи «Корнуолльская тайна», где роль детектива доверена Пуаро. Согласно черновикам в рассказе «Смерть на Ниле» мог появиться и Пуаро, но в итоге его место отведено Пайну. Писательница некоторое время работала над театральной адаптацией этого рассказа, но отказалась от этого плана, что вероятнее всего вызвано сюжетной ограниченностью истории. В 1937 году Кристи создала один из самых известных своих романов — «Смерть на Ниле», имеющий мало общего с одноимённым рассказом, но тем не менее содержащий в себе некоторые общие темы и сюжетные ходы.

## Сюжет
Паркер Пайн во время отпуска находится на пароходе «Файюм» (S.S. Fayoum), который плывёт вниз по реке Нил из Асуана в Каир. Перед Карнаком богатая леди Ариадна Грейл, в возрасте около пятидесяти лет, неожиданно обнаруживает его присутствие. Она возмущается своему слабовольному мужу баронету Джорджу, что на корабле находится ещё кто-то кроме её окружения. Джордж женился десять лет назад, чтобы поправить финансовое положение, расстроенное азартными играми и полностью зависим от своей властной супруги. В тот же день плохое настроение нервной леди испытали её сиделка мисс Элси Макноутон, слуга-переводчик Магомет, племянница её мужа Памела Грейл. Только в адрес Бэзила Уэста, молодого обаятельного секретаря Джорджа, она как обычно не выказала своего неудовольствия.
Леди Грейл объясняет своё плохое настроение расстроенным состоянием здоровья, однако Памела наедине заявляет Джорджу, что не верит в её болезнь, так как некоторое время назад, когда его не было с ними, тётя прекрасно себя чувствовала. К этому разговору присоединяется Бэзил, который говорит, что джентльмен, вызвавший гнев леди Грейл, довольно известная в Лондоне личность. Он помогает людям преодолевать несчастья и рекламирует свою деятельность в газете The Times таким образом: «Счастливы ли вы? Если нет, обращайтесь к мистеру Паркеру Пайну» (Are you happy? If not, consult Mr. Parker Pyne). Во время беседы заметно, что между молодыми людьми — Памелой и Бэзилом — имеются романтические отношения.
Леди Грейл становится известно о способностях Пайна и она договаривается встретиться с ним. Во время беседы в салоне она просит выяснить не отравляет ли её Джордж. Подозрения Ариадны подкрепляются тем, что она здорова в его отсутствие, и ей становится плохо, когда они вместе. У Пайна возникли сомнения в искренности собеседницы: он прямо спросил, что она недоговаривает и чего она добивается. Возмущённая леди в гневе покидает его и уходит в каюту. Неожиданно к Пайну подсела мисс Макноутон, как выяснилось, она подозревает, что леди Грейл действительно кто-то пытается отравить. Сиделка сказала, что предпринимает меры, чтобы этого не произошло. Предположение Пайна о том, что отравителем может быть Джордж она сразу отметает — чувствуется, что она ему симпатизирует.
Вечером Пайн увидел леди Грейл в салоне парохода. Словно не заметив его она молча курила и наблюдала как в пепельнице догорала бумажка, похожая со стороны на записку. Через несколько часов после того как Пайн заснул, он был разбужен Магометом от которого узнал, что леди Грейл очень плохо. Когда Пайн вошёл в её каюту она умерла в конвульсиях. И Пайн, и Макноутон пришли к выводу, что причина смерти отравление стрихнином. Внезапно Пайна осенило и он побежал в салон, где в пепельнице нашёл клочок недогоревшей бумаги, на котором сумел разобрать только: «…тку грёз. Сожгите!» (в оригинале — …chet of dreams. Burn this!).
Полиция подозревает в убийстве мужа жертвы, так как он налил ей в чашку херес, в его каюте обнаружен один пакетик со стрихнином, а в пиджаке — второй. Поразмыслив, Пайн сумел вычислить убийцу, но у него не было улик и он решает действовать хитростью. В разговоре с Бэзилом в его каюте он узнал, что леди Грейл влюбилась в молодого человека, несмотря на его отношения с Памелой. Неожиданно Пайн предложил Бэзилу сделать добровольное признание, так как ему известно, что действительно произошло и у него есть доказательства. Оказывается, секретарь вскружил голову жене своего начальника и решил её постепенно отравить, после чего жениться на Памеле. Неожиданно Ариадна стала подозревать, что её хотят убить. Своими опасениями она поделилась с Пайном, в связи с этим Бэзил поменял план. Он подложил стрихнин Джорджу и отравил леди Грейл, отправив ей пакетик с ядом, цинично сопроводив его запиской, дескать это — «таблетка грёз». По словам Пайна, жертва сохранила эту записку, а не сожгла, как тот надеялся и эта «неопровержимая улика», а также другие письма к ней находятся в его распоряжении. Услышав это Бэзил хотел наброситься на обвинителя, но на подмогу ему пришли свидетели, находившиеся за дверью, убедившиеся в его виновности.

## История создания и публикации

### Создание

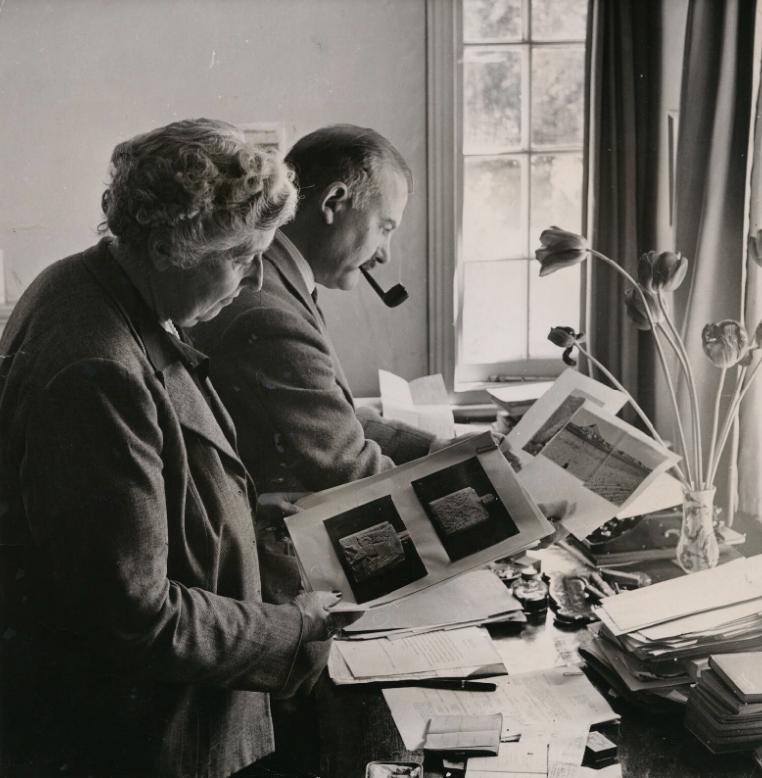
Агата Кристи и Макс Маллован за просмотром фотографий археологических находок, 1950

Ещё до Первой мировой войны Кристи работала над одним из первых своих литературных произведений — мелодраматическим романом «Снег над пустыней» (Snow Upon the Desert). Несмотря на старания пристроить его в издательства, он так и остался неопубликованным. В его основе отразились яркие впечатления от путешествия по Египту вместе с матерью Кларой. Они его предприняли в 1910 году для поправки здоровья двадцатилетней Агаты, которой рекомендовали больше солнца. С того периода будущая знаменитая писательница на всю жизнь сохранила страсть к путешествиям, что нашло отражение во множестве произведений.
Второй раз Кристи побывала в Египте в 1933 году, когда со своей дочерью от первого брака Розалиндой и вторым мужем архитектором Максом Маллованом, они путешествовали по Египту, в том числе на пароходе по Нилу. Впечатления от этой приятной для «королевы детектива» поездки легли в основу нескольких её произведений. Мать и дочь наблюдали за поведением пассажиров и строили предположения об особенностях их характеров. Особенно им запомнилась одна неприятная дама, тиранившая свою семью. По словам российского литературоведа Александра Ливерганта, это была пассажирка «с манерами деспотичной и жестокой садистки, бывшей, как при знакомстве выяснилось, тюремной надзирательницы». В 1933 году Кристи написала рассказ «Смерть на Ниле», где эта дама предстала в образе нервной леди Грейл, которая во время поездки на египетском пароходе не давала спокойствия своим близких и в итоге была отравлена, но такое её поведения не было мотивом преступления. Также она фигурирует в черновиках романа «Смерть на Ниле» (1937), как «бывшая надзирательница американской тюрьмы» миссис Бойнтон, а также выведена под этим же именем и со сходным характером на страницах романа «Свидание со смертью» (1938), действие которого развивается на Ближнем Востоке.  

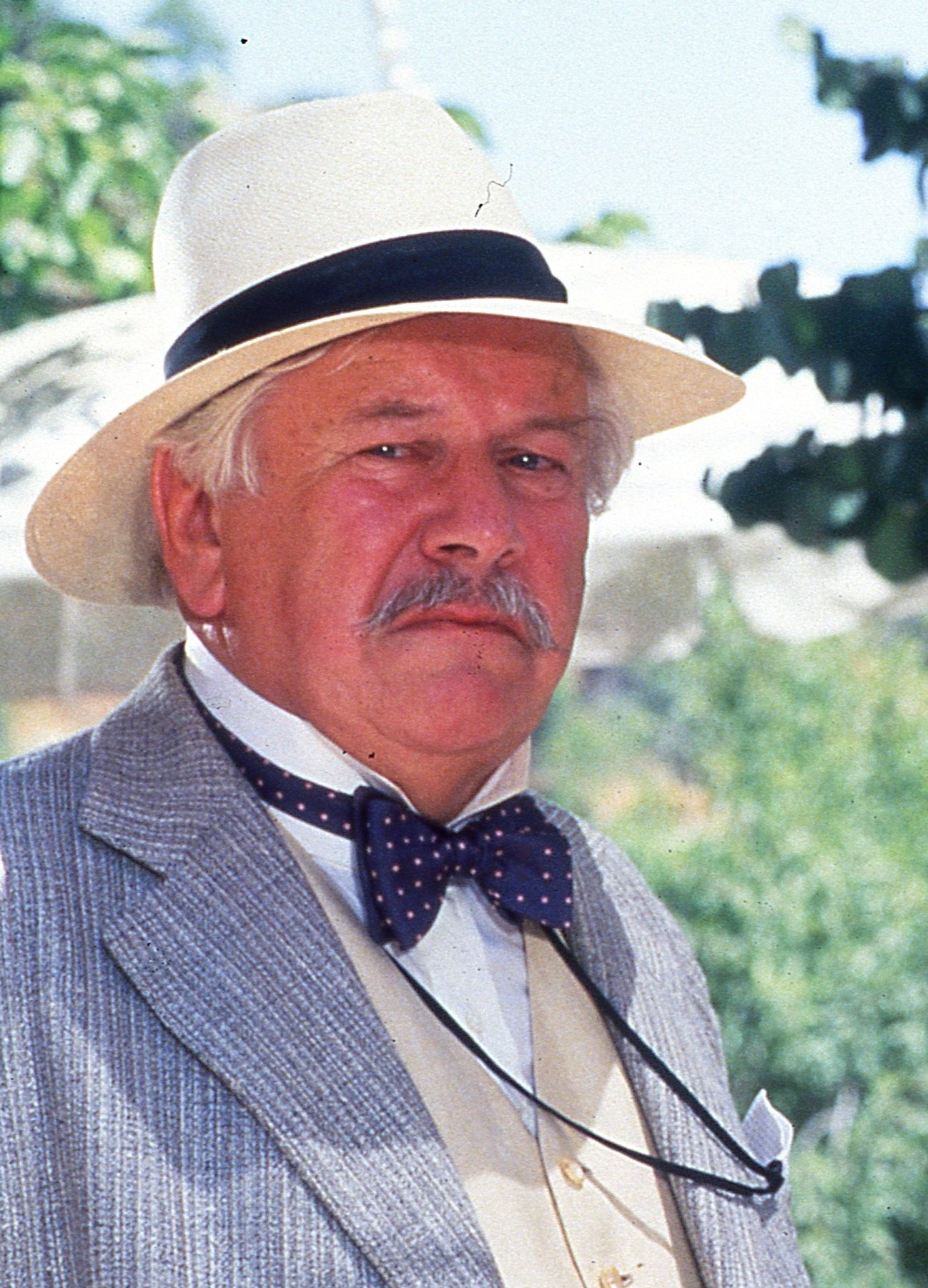
Питер Устинов в роли Эркюля Пуаро в британской экранизации 1988 года романа «Свидание со смертью»

Место главного персонажа в рассказе отведено шестидесятилетнему пенсионеру Паркеру Пайну, более тридцати лет проработавшему в статистическом управлении. Он является необычным «великим детективом», так как его деятельность (особенно по первоначальному замыслу) направлена непосредственно не на расследование преступлений, а на помощь людям в преодолении их несчастий, которых, по его мнению, существует ровно пять. После того как одно из них будет обнаружено, он в качестве «врача» поставившего «диагноз», подыскивает необходимое «лекарство» и таким образом решает проблемы. Своих клиентов Пайн находит через объявление в газете, которое неизменно гласит: «Счастливы ли вы? Если нет — обращайтесь к мистеру Паркеру Пайну, Ричмонд-стрит, 17». В этой деятельности, среди прочих, ему помогают мисс Фелисити Лемон и миссис Ариадна Оливер — персонажи, которые в дальнейшем перейдут в цикл произведений с Эркюлем Пуаро. По сюжету сборника Паркер Пайн, после ряда успешных дел в Англии, отправился отдохнуть на Восток. Во время поездок он не был намерен заниматься делами, но всякий раз оказывается вовлечён в различные таинственные истории. В этих «восточных» сюжетах Кристи сменила первоначальный оригинальный образ Пайна из первой половины сборника, приблизив его к особенностям расследований в духе Эркюля Пуаро и мисс Джейн Марпл.
По мнению исследователя записных книжек Кристи Джона Каррана, она раздумывала о том, чтобы ввести в сюжет Пуаро, но остановила свой выбор на Пайне. В качестве подтверждения он приводил расшифрованные им черновики из тетради № 63:
Жена сообщает П. (…или священнику)

    Что она думает, что её отравляет муж. У неё есть деньги — очевидна борьба между мужем и П. — на самом деле муж жертва — жена простофиля — всё подстраивает молодой человек, оказывающий внимание племяннице — крутит любовь с тётей
В этом отрывке, по оценке Каррана, сокращение «П.» указывает именно на Пуаро, а не на Пайна, для которого писательница использовала две буквы — «П.П.». Кроме того, схема сюжета из черновика сильно напоминает общую канву рассказа «Корнуолльская тайна» (The Cornish Mystery), опубликованного в 1923 году и вошедшего в 1974 году в сборник «Ранние дела Пуаро». Однако между этими двумя детективами есть существенное различие в материальном положении жертв. Если в первом случае у леди Грейл очень большое состояние, то во втором — миссис Пенгелли не располагает значительными средствами. На этом основании Карран сделал вывод, что набросок относится именно к «Смерти на Ниле», а отказ от Пуаро в качестве главного героя видимо вызван тем, что автор использовала его в более раннем рассказе.

В тетради № 63 также содержится план театральной адаптации «Смерти на Ниле», который разбит на абзацы, в соответствии с предполагаемым количеством актов:
Леди Грейл — крутая — 45

   Сэр Джордж — 50 лет, славный парень — спортсмен

    Мисс Мак-Нотон — больничная сиделка

    Пэм — красивая, приятная

    Майкл — секретарь сэра Дж.

    Доктор Кроуторн

    Акт 2

    Она отравлена — Мисс М. думает, что это сэр Дж. Мисс М. теряет голову

    Акт 3

   Молодые люди — Пэм говорит, что мисс М. сделала это — говорит об этом доктору — он начинает работать над ней — Майкл и доктор
Карран пришёл к выводу, что план сценической версии остался нереализованным по причине сюжетной краткости детектива с Паркером Пайном. «Эти заметки близко следуют рассказу, но не получают должного развития, какого потребовала инсценировка короткой истории на десять страниц». На обратной стороне листа этого черновика содержатся заметки по адаптации других произведений Кристи (роман «Трагедия в трёх актах» (1934), повесть «Родосский треугольник» (1937), рассказ «Дом в Ширазе» (The House of Shiraz)). Там же видны следы роботы над оригинальной пьесой «Представление по королевскому указу». В тетради № 63 также находятся подробные планы инсценировки романа «Смерть на Ниле». Карран обратил внимание, что эти планируемые театральные версии, за исключением пьесы основанной на «Трагедии в трёх актах», происходят за пределами Англии.

### Публикации
Рассказ «Смерть на Ниле» впервые увидел свет в 1933 году в апрельском выпуске (№ 562) американского журнала Cosmopolitan, в ходе публикации рассказов о Пайне под названием «Вы счастливы? Если нет, обратитесь к Паркеру Пайну» (Are You Happy? If Not Consult Mr. Parker Pyne). Кроме этого рассказа в журнале были помещены детективы «Всё, что душе угодно», «Дом в Ширазе», «Дельфийский оракул». Следующая публикация произошла в июльском выпуске (№ 482) британского издания Pall Mall Magazine, где под общим заголовком — «Новые арабские ночи Паркера Пайна» (More Arabian Nights of Parker Pyne) — были изданы три рассказа: «Бесценная жемчужина», «Смерть на Ниле», «Дельфийский оракул». В 1934 году вышел сборник «Расследует Паркер Пайн», где рассказ был помещён предпоследним — одиннадцатым. Это собрание включает двенадцать из её четырнадцати рассказов с участием Пайна. Два оставшихся рассказа — «Тайна регаты» и «Хлопоты в Польенсе» — появились в сборниках «Тайна Регаты и другие рассказы» (1939) и «Хлопоты в Польенсе и другие истории» (1991). В 1934 году «Расследует Паркер Пайн» вышел сначала в Великобритании (William Collins and Sons) и в том же году в США (Dodd, Mead and Company). Американское издание появилось под названием «Мистер Паркер Пайн, детектив» (Mr. Parker Pyne, Detective). После этого рассказ «Смерть на Ниле» неоднократно переиздавался в составе этих сборников, различных антологиях, переводился на множество языков.

## Последующие события

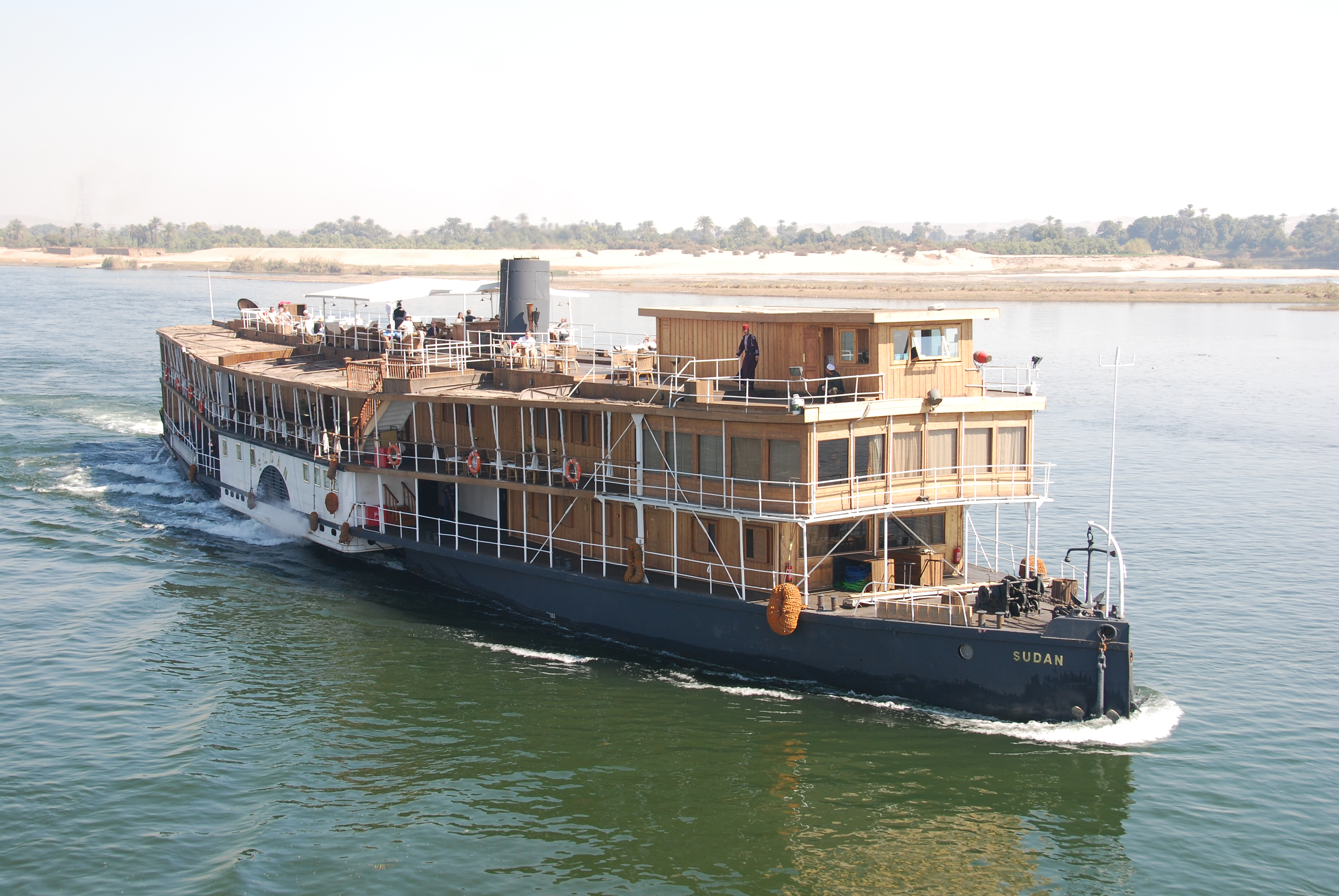
Пароход «Судан» — вероятный прототип судна «Карнак» из романа «Смерть на Ниле». По словам Джанет Морган, пароход — «определяющий фактор сюжета» египетского дела Пуаро

Через несколько лет после издания рассказа Кристи работала над пьесой «Луна на Ниле», в центре сюжета которой отравление богатой, деспотичной и капризной женщины на пароходе, плывущего по Нилу. Однако на некоторое время она отказалась от этого замысла и в 1936 году написала один из самых известных своих детективных романов — «Смерть на Ниле», имеющий мало общего с рассказом. По мнению публики и критики, он является одним из наиболее значительных в её так называемом «восточном цикле». В этой книге, в качестве сыщика фигурирует бельгиец Эркюль Пуаро, а не Паркер Пайн. В 1945 году на основе романа она создала пьесу «Убийство на Ниле» (Murder on the Nile; первоначально «Луна на Ниле», также «Потерянный горизонт»), которая стала первой из четырёх авторских адаптаций книг о Пуаро. Однако писательница исключила из этого сюжета своего самого знаменитого сыщика, посчитав его манерный, вычурный и слишком яркий образ на фоне других персонажей, не подходящим для сцены.

## Художественные особенности
Относительно литературных достоинств историй о Паркере Пайне критика расходится во мнениях. Роберт Барнард, детективный писатель и исследователь творчества Кристи, назвал их «посредственными». В противоположность этой точке зрения Барзен и Тейлор писали, что «сборник производит очень хорошее впечатление». Российский филолог А. Титов, приведя такие противоречивые оценки, в свою очередь отмечал: «Рассказы, при всей своей кажущейся легковесности, очень увлекательны, а их главный герой — весьма необычная и привлекательная личность». Египет, как и Восток в целом, присутствует в целом ряде произведений Кристи. Кроме первого, так и неизданного романа, а также книг связанных с путешествием 1933 года, к числу египетских сюжетов относят: рассказы «Тайна египетской гробницы» (The Adventure of the Egyptian Tomb; 1923) и упомянутый «Морское расследование», исторический роман «Смерть приходит в конце» (1944), пьеса «Эхнатон» (написана в 1937, издана в 1973).
Титов отмечал, что в сборнике о Пайне имеются отсылки к личным впечатлениям автора: «Щедро, даже расточительно бросаясь сюжетами, миссис Кристи крайне экономно относится к крупицам собственного опыта, которыми их расцвечивает». В качестве примера он привёл историю о порошке от клопов, описанную в автобиографической книге «Расскажи, как ты живёшь» (1946). Она посвящена воспоминаниям Агаты об Ираке и Сирии, где она была со своим мужем археологом на протяжении ряда лет в 1930-е годы. По мнению Титова, в изменённом виде это личное воспоминание отобразилось в рассказе «Смерть на Ниле». В литературе отмечается, что сборник о Паркере Пайне условно можно разделить на две части (по шесть историй из двенадцати в каждой). Во второй из них («Всё что душе угодно», «Дорога в Багдад», «Дом в Ширазе», «Бесценная жемчужина», «Смерть на Ниле», «Дельфийский оракул») отразились личные впечатления Агаты от путешествий и пребывания в археологических экспедициях на Ближнем и Среднем Востоке. Кроме того, во второй половине сборника Пайн ближе к образу классического детектива, потеряв свои оригинальные черты. Мэтью Бенсон писал, что главный герой рассказа, как и Пуаро, демонстрирует внимание к деталям и его «способность обманом заставить преступника признаться». В этом отношении Бенсон сравнивал расследование Пайна в рассказе «Смерть на Ниле» с сюжетом рассказа «Морское расследование» (Problem at Sea) из сборника «Ранние дела Пуаро» (1923—1935; первая публикация в 1974 году), где свои способности продемонстрировал Пуаро. Кроме корабельной обстановки их сближает и жертва — женщина с неприятным характером.
Карран писал, что преступление совершаемое в транспортном средстве, позволяет изолировать группу людей, что является одним из фирменных приёмов леди Агаты. По этому поводу он заметил, что некоторые из самых известных её романов происходят именно в транспорте, в частности, «Убийство в „Восточном экспрессе“» (1934) — поезд, «Смерть на Ниле» — пароход, «Смерть в облаках» (1935) — самолёт. Такая локализация позволяет ограничить круг подозреваемых и «оградить» развитие интриги от нежелательного вмешательства полиции с её возможностями, прежде всего техническими. Также такие истории основываются на многочисленных воспоминаниях о путешествиях автора, привнося в них экзотический местный колорит, в отличие от сюжетов, развивающихся в традиционных для классического детектива сельских усадьбах, конторах и т. д..
По наблюдению Каррана, мучительная смерть леди Грейл напоминает аналогичную сцену в романе «Загадочное происшествие в Стайлзе» (1920), где хозяйка усадьбы «Стайлз-корт» Эмили Инглторп также умирает в сильных конвульсиях от отравления стрихнином. Также, по мнению исследователя, в целом сюжет «Смерти на Ниле» перекликается с рассказом «Корнуолльская тайна». Там также жена подозревает мужа в намерении её убить и обращается к Пуаро за помощью, но он не успевает помочь и женщина умирает от мышьяка, подсыпанного в пищу молодым человеком, вошедшим к ней в доверие. Он задумал завладеть состоянием семьи жертвы, женившись на племяннице мужа умершей. Однако Пуаро, при помощи введения в заблуждение преступника о наличии неопровержимых доказательств вины, сумел его изобличить и вынудил раскрыть свою личность.

### Комментарии
1. ↑  В записных книжках Кристи она также характеризуется как «бывшая надзирательница американской тюрьмы». Джон Карран назвал миссис Бойнтон одним из самых «чудовищных» персонажей автора[11].
2. ↑  Нумерация тетрадей произвольна: её установила единственная дочь писательницы Розалинда Хикс после смерти матери. В ней нет ни хронологического, ни тематического принципа организации[14].
3. ↑  Как и «Смерть на Ниле» написан в 1933 году и как и он в следующем году появился в сборнике «Расследует Паркер Пайн»[18].